# Malé Kyšice
Malé Kyšice jsou obec ve Středočeském kraji, 3 km jihozápadně od Unhoště v okrese Kladno. Žije zde 556 obyvatel. V okolí obce se nacházejí rozsáhlé chatové osady, které jsou umístěné hlavně na nedalekém potoku Loděnice (přezdívaný Kačák), a přírodní památka Markův mlýn.

## Historie
První písemná zmínka o založení samoty, pozdější obce Malé Kyšice je z 28. 3. 1720. 
(podle gruntovní knihy Horního Bezděkova)

### Územněsprávní začlenění
Dějiny územněsprávního začleňování zahrnují období od roku 1850 do současnosti. V chronologickém přehledu je uvedena územně administrativní příslušnost obce v roce, kdy ke změně došlo:
- 1850 země česká, kraj Praha, politický okres Smíchov, soudní okres Unhošť[4]
- 1855 země česká, kraj Praha, soudní okres Unhošť[4]
- 1868 země česká, politický okres Smíchov, soudní okres Unhošť[4]
- 1893 země česká, politický okres Kladno, soudní okres Unhošť[5]
- 1939 země česká, Oberlandrat Kladno, politický okres Kladno, soudní okres Unhošť[6]
- 1942 země česká, Oberlandrat Praha, politický okres Kladno, soudní okres Unhošť[7]
- 1945 země česká, správní okres Kladno, soudní okres Unhošť[8]
- 1949 Pražský kraj, okres Kladno[9]
- 1960 Středočeský kraj, okres Kladno[10]

### Rok 1932
Ve vsi Malé Kyšice (247 obyvatel) byly v roce 1932 evidovány tyto živnosti a obchody: 2 obchody s dřívím, 4 hostince, 2 mlýny, obuvník, 2 obchody se smíšeným zbožím, trafika.

## Pamětihodnosti
- Proškův mlýn v místní části Poteplí – mlýn z roku 1423 se řadí k nejstarším na Loděnickém potoce; technická památka
- Západně od vesnice se dochovaly terénní pozůstatky opevnění hradiště na Vysokém vrchu z konce doby bronzové.[12]

## Osobnosti
- Miloš Sokola (1913–1976), český houslista a hudební skladatel
- Ondřej Sosenka (* 1975), český cyklista[13]
- Miroslav Oliverius (* 1953), regionální historik, kronikář a starosta obce
- Josef Chaloupka (1932-2003), hudebník, dirigent

## Doprava
- Silniční doprava – Obec leží u silnice II/118 v úseku Beroun - Kladno. Do obce vede ze silnice II/118 zpevněná cesta.

- Železniční doprava – Železniční trať ani stanice na území města nejsou. Nejblíže obci je železniční stanice Unhošť ve vzdálenosti 7 km ležící na trati 120 z Prahy do Kladna a Rakovníka.

- Autobusová doprava –  Obcí projíždí autobusová linka 630 (PID) Kladno - Beroun (ČSAD MHD Kladno)[14].